# ロイ・マタ首長の領地
ロイ・マタ首長の領地は、バヌアツにある世界遺産登録物件である。バヌアツの口承物語で語り継がれてきた伝説的な首長であるロイ・マタの領地だった場所のうち、特にその生涯にゆかりのある象徴的な場所、つまり邸宅、死んだ場所、墓の3箇所が対象となっている。これらは首都ポートビラのあるエファテ島と、その北東に浮かぶ2つの小島（レレパ島、エレトカ島）に散在している。

## ロイ・マタ
ロイ・マタはバヌアツのエファテ島周辺の島々を支配していた最高位の首長の称号である。世界遺産の登録対象となったロイ・マタは、1600年頃に活動していたと推測されている最後の称号保持者を指している（以下、単に「ロイ・マタ」と呼ぶときには、この人物を指す）。
ロイ・マタは地元で語り継がれてきた物語の中に登場する。それによれば、エファテ周辺で長らく続いてきた諸部族間の抗争を終息させ、エファテ周辺の島々に平和をもたらしたが、弟の放った毒矢に倒れたとされる。1967年の発掘調査によって、墓に関する伝承の正確さは証明された。

## 登録対象
ロイ・マタの邸宅
エファテ島の海沿いの一角に残る遺構で、石の壁などが残っている。ロイ・マタが死んで間もなかったと考えられる17世紀初頭頃に放棄されてしまったと考えられている。
フェルズ洞窟
フェルズ洞窟（Fels cave）は、レレパ島（Lekepa）にある高さ35 m、幅52m、奥行き47mの洞穴で、伝説ではロイ・マタが死んだ場所とされている。洞窟内の壁には彩色された岩絵や岩刻画が残されており、絵の具の放射性炭素年代測定の結果、ロイ・マタの時代の絵であることが明らかになっている。大きく描かれた人物像の中には、ロイ・マタを描いたものが含まれている可能性も指摘されている。
ロイ・マタの墓
エレトカ島（Eretoka）はエファテ島北東部のハバナ・ハーバーから見渡せる小さな島で、レトカ島（Retoka）、アルトク島（Artok）などとも呼ばれる。また、帽子のような形状からハット島（Hat island）という愛称もある。
伝説ではロイ・マタの墓があると伝えられてきた島で、島そのものが先住民にとっては禁忌の土地とされてきた。1967年にフランス人考古学者ジョズ・ガランジェ（Jose Garranger）が地元民の許可を取って発掘調査した結果、伝承を裏付ける墓が発見された。墓からは殉死者と思しき多数の人骨も見つかっている。先住民が禁忌の地として、居住はもちろん立ち入ることも忌避してきたため、島には稀少な植物種なども残されている。
緩衝地域
3つの島にまたがっているため、緩衝地域には、ロイ・マタにゆかりのある名所のほか、海域も含んでいる。

## 登録経緯
バヌアツ初の世界遺産である。オセアニアの島嶼には、モアイで有名な文化遺産「ラパ・ヌイ国立公園」（チリ領）があり、独立国の世界遺産としてはソロモン諸島の自然遺産「東レンネル」がある。しかし、独立した島嶼国家の文化遺産として登録されたのは、この「ロイ・マタ首長の領地」および同年に登録された「クックの初期農業遺跡」（パプアニューギニア）が初である。
ユネスコの事務局長松浦晃一郎によれば、世界遺産が真に世界を代表するものとなることを目指したグローバル戦略の一環で、ユネスコとしても太平洋の島嶼国家に対して登録候補の選定などの協力をしてきたといい、この登録もその延長線上に存在するようである。

## 登録基準
人々が語り継いできた物語と考古学的知見が一致を見せている優れた景観として、2004年にバヌアツの世界遺産暫定リストに登録され、2008年7月に世界遺産に登録された。文化遺産としてのカテゴリは「サイト」であり、同時に文化的景観とも位置付けられている。
この世界遺産は世界遺産登録基準のうち、以下の条件を満たし、登録された（以下の基準は世界遺産センター公表の登録基準からの翻訳、引用である）。
- (3) 現存するまたは消滅した文化的伝統または文明の、唯一のまたは少なくとも稀な証拠。
- (5) ある文化（または複数の文化）を代表する伝統的集落、あるいは陸上ないし海上利用の際立った例。もしくは特に不可逆的な変化の中で存続が危ぶまれている人と環境の関わりあいの際立った例。
- (6) 顕著で普遍的な意義を有する出来事、現存する伝統、思想、信仰または芸術的、文学的作品と直接にまたは明白に関連するもの（この基準は他の基準と組み合わせて用いるのが望ましいと世界遺産委員会は考えている）。

バヌアツ政府は、基準(3), (4), (6)が適用出来ることを推薦理由としていたが、ICOMOSは(4)を適用できる根拠として示されている点（太平洋島嶼の首長制を考察する上で優れた景観を保存していること）は、むしろ(5)に該当すると判断した。実際の登録基準の適用はそれを踏まえたものになった。